# Kasniji Yan
Kasniji Yan (kineski: 後燕 / 后燕, pinyin: Hòuyàn) bila je država Xianbeija na sjeveroistoku Kinom od 383. do 409. godine, u razdoblju Šesnaest kraljevstava.  
Njena preteča je bila velika država Raniji Yan, koju je, dijelom zahvaljujući izdaji princa Murong Chuija 370. godine, pokorila država Raniji Qin i njen car Fu Jiān. Međutim, kada je država Raniji Qin naglo oslabila poslije bitke na rijeci Fei 384. godine, Murong Chui se odmetnuo od svog bivšeg gospodara i proglasio carem nove države Yan. Njegova nastojanja da obnovi nekadašnju državu Yan su uglavnom bila uspješna sve dok 398. godine nije teško poražen u sukobu sa suparničkom Xianbei državom Sjeverni Wei. Murong Chuijev brat Murong De je na to reagirao samoinicijativnim egzodusom svojih pristaša na jug gdje su osnovali još jednu državu pod nazivom Južni Yan. Kasniji Yan se uspjela održati neko vrijeme, iako su je mučili stalni dinastijski sukobi. O datumu njezina prestanka ne postoji konsenzus među povjesničarima; prema jednima to predstavlja 407. kada je ubijen posljednji legitimni vladar Murong Xi, a prema drugima 409. godina kada je ubijen Gao Yun, usvojeni sin cara Murong Baoa. U svakom slučaju, Gao Yunov nasljednik Feng Ba se smatra vladarom nove države koju su povjesničari nazvali Sjeverni Yan.

## Vladari Kasnijeg Yana
| Hramsko ime | Postumno ime           | Prezime i ime                                   | Duljina vladavine | Prijestolno ime i duljina trajanja                                      |
| --- | ---------------------- | ----------------------------------------------- | ----------------- | ----------------------------------------------------------------------- |
| Konvencionalno kineski: prezime, pa ime |                        |                                                 |                   |                                                                         |
| Shizu (世祖 Shìzǔ) | Wucheng (武成 Wǔchéng) | 慕容垂 Mùróng Chuí                              | 384. – 396.       | Yanwang (燕王 Yànwáng) 384. – 386. Jianxing (建興 Jiànxīng) 386. – 396. |
| Liezong (烈宗 Lièzōng) | Huimin (惠愍 Huìmǐn)   | 慕容寶 Mùróng Bǎo                               | 396. – 398.       | Yongkang (永康 Yǒngkāng) 396. – 398.                                    |
| nepoznato | nepoznato              | 蘭汗/兰汗 Lán Hàn                               | 398.              | Qinglong (青龍/青龙 Qīnglóng) 398.                                      |
| Zhongzong (中宗 Zhōngzōng) | Zhaowu (昭武 Zhāowǔ)   | 慕容盛 Mùróng Shèng                             | 398. – 401.       | Jianping (建平 Jiànpíng) 398. Changle (長樂 Chánglè) 399. – 401.        |
| nepoznato | Zhaowen (昭文 Zhaowén) | 慕容熙 Mùróng Xī                                | 401. – 407.       | Guangshi (光始 Guāngshǐ) 401. – 406. Jianshi (建始 Jiànshǐ) 407.        |
| nepoznato | Huiyi (惠懿 Huìyì)     | 慕容雲/慕容云 Mùróng Yún1 or 高雲/高云 Gāo Yún1 | 407. – 409.       | Zhengshi (正始 Zhèngshǐ) 407. – 409.                                    |
| 1 Prezime Gao Yuna je promijenjeno u Murong kada ga je usvojila kraljevska obitelj. Ako se Gao Yun računa kao nasljednik Kasnijeg Yana, on nestaje s njegovom smrću 409. god., inače je to 407. god. |                        |                                                 |                   |                                                                         |

## Poveznice
- Xianbei
- Wu Hu